# Universidad de Szczecin
La Universidad de Szczecin es una universidad pública en Szczecin, en el oeste de Polonia. Es la universidad más grande de West Pomerania, con 33,267 estudiantes y un personal de casi 1,200. Se compone de 10 facultades.